# Ōza 1981
L'Ōza 1981 è stata la ventinovesima edizione del torneo goistico giapponese Ōza.

## Svolgimento

### Fase preliminare
La fase preliminare serve a determinare chi accede al torneo per la selezione dello sfidante. Consiste in una serie di tornei preliminari iniziali, i cui vincitori si qualificano al torneo per la determinazione dello sfidante.
- W indica vittoria col bianco
- B indica vittoria col nero
- X indica la sconfitta
- +R indica che la partita si è conclusa per abbandono
- +N indica lo scarto dei punti a fine partita
- +F indica la vittoria per forfeit
- +T indica la vittoria per timeout
- +? indica una vittoria con scarto sconosciuto
- V indica una vittoria in cui non si conosce scarto e colore del giocatore

|  | Primo turno       | Primo turno       | Primo turno |  |  | Secondo turno     | Secondo turno     | Secondo turno   |     |                 | Semifinali      | Semifinali      | Semifinali |  |  | Finale | Finale | Finale |
|  |                   |                   |             |  |  |                   |                   |                 |     |                 |                 |                 |            |  |  |        |        |        |
|  | Hideyuki Fujisawa |                   |             |  |  |                   |                   |                 |     |                 |                 |                 |            |  |  |        |        |        |
|  | Shoji Hashimoto   | Shoji Hashimoto   | B+R         |  |  | Shoji Hashimoto   | Shoji Hashimoto   | W+R             |     |                 |                 |                 |            |  |  |        |        |        |
|  | Yoshiro Miwa      | Yoshiro Miwa      |             |  |  | Yoichi Ishida     | Yoichi Ishida     |                 |     |                 |                 |                 |            |  |  |        |        |        |
|  | Yoichi Ishida     | Yoichi Ishida     | B+R         |  |  |                   |                   |                 |     | Shoji Hashimoto | Shoji Hashimoto | B+R             |            |  |  |        |        |        |
|  | Ō Rissei          | Ō Rissei          |             |  |  |                   | Yasumasa Hane     | Yasumasa Hane   |     |                 |                 |                 |            |  |  |        |        |        |
|  | Hiroshi Yamashiro | Hiroshi Yamashiro | W+4,5       |  |  | Hiroshi Yamashiro | Hiroshi Yamashiro |                 |     |                 |                 |                 |            |  |  |        |        |        |
|  | Ikuro Ishigure    | Ikuro Ishigure    |             |  |  | Yasumasa Hane     | Yasumasa Hane     | W+R             |     |                 |                 |                 |            |  |  |        |        |        |
|  | Yasumasa Hane     | Yasumasa Hane     | B+R         |  |  |                   |                   |                 |     |                 | Shoji Hashimoto | Shoji Hashimoto | B+R        |  |  |        |        |        |
|  | Yoshiteru Abe     | Yoshiteru Abe     | B+1,5       |  |  |                   | Masaki Takemiya   | Masaki Takemiya |     |                 |                 |                 |            |  |  |        |        |        |
|  | Yoshio Ishida     | Yoshio Ishida     |             |  |  | Yoshiteru Abe     | Yoshiteru Abe     | B+5,5           |     |                 |                 |                 |            |  |  |        |        |        |
|  | Takaho Kojima     | Takaho Kojima     | B+R         |  |  | Takaho Kojima     | Takaho Kojima     |                 |     |                 |                 |                 |            |  |  |        |        |        |
|  | Rin Kaiho         | Rin Kaiho         |             |  |  |                   |                   |                 |     | Yoshiteru Abe   | Yoshiteru Abe   |                 |            |  |  |        |        |        |
|  | Masaki Takemiya   | Masaki Takemiya   | B+R         |  |  |                   | Masaki Takemiya   | Masaki Takemiya | W+R |                 |                 |                 |            |  |  |        |        |        |
|  | Yoshimi Hashimoto | Yoshimi Hashimoto |             |  |  | Masaki Takemiya   | Masaki Takemiya   | B+4,5           |     |                 |                 |                 |            |  |  |        |        |        |
|  | Kaku Takagawa     | Kaku Takagawa     |             |  |  | Hideo Otake       | Hideo Otake       |                 |     |                 |                 |                 |            |  |  |        |        |        |
|  | Hideo Otake       | Hideo Otake       | W+R         |  |  |                   |                   |                 |     |                 |                 |                 |            |  |  |        |        |        |

### Finale
La finale è una sfida al meglio delle tre partite.